# Gevlekte pedaalmot
De gevlekte pedaalmot (Argyresthia retinella) is een vlinder uit de familie van de pedaalmotten (Argyresthiidae). De wetenschappelijke naam van de soort werd in 1839 gepubliceerd door Philipp Christoph Zeller.